# Fruchtreife

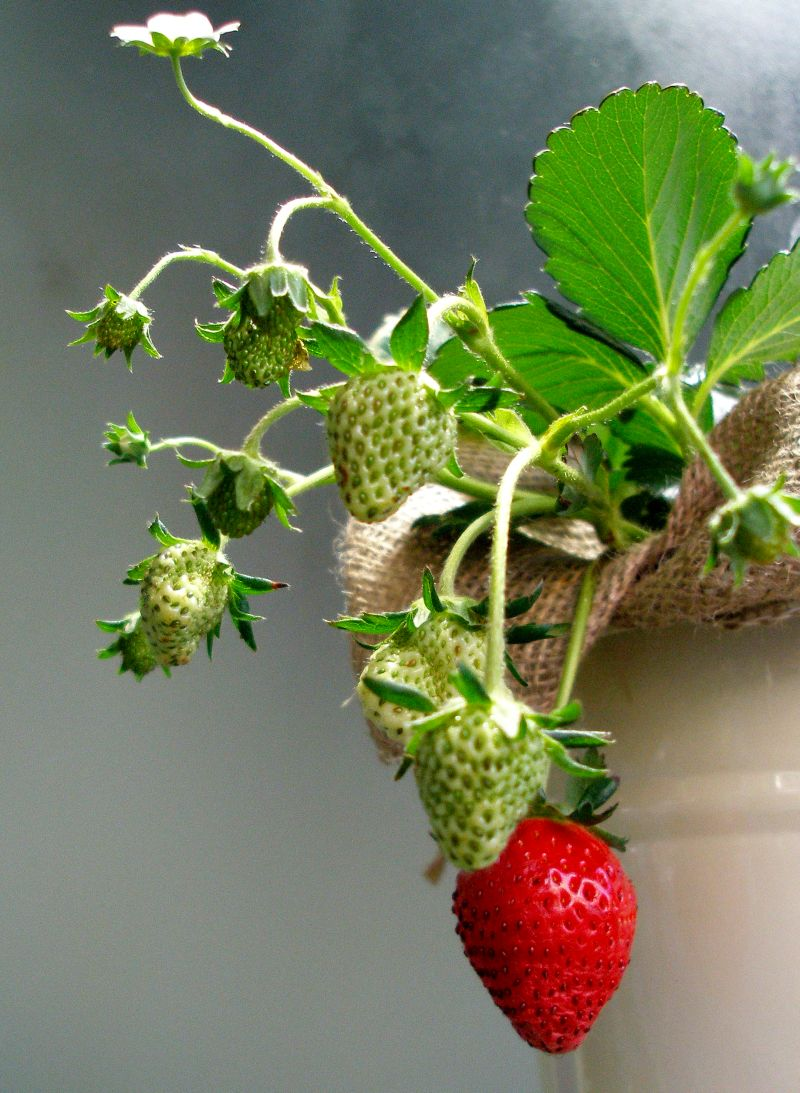
Verschiedene Reifestadien an einer Erdbeerpflanze

Fruchtreife bezeichnet die Reife bzw. den Reifegrad von Früchten als die Gesamtheit der Organe, die aus einer Blüte von Bedecktsamern (Angiospermen) hervorgehen. Der Begriff wird insbesondere bei Obst und Gemüse, aber auch abgeleitet verwendet. Die Karpologie befasst sich wissenschaftlich mit den Früchten von Pflanzen. Verschiedene Begrifflichkeiten der Reife werden unterschieden:

## Samenreife
Der Samen ist reif, wenn er sich so weit entwickelt hat, dass er ohne weitere Unterstützung durch die Mutterpflanze nach Ausbreitung und günstigen Bedingungen zur Auskeimung befähigt ist. Generell werden die verbreitungsfördernden Einheiten in der Botanik Diasporen genannt. Bei den fruchttragenden Bedecktsamern entwickeln sich die Samen im Fruchtknoten (Karpell) und sind von einer Fruchtwand umschlossen, welche sich gleichzeitig zur Frucht entwickelt.

## Pflückreife
Die Pflückreife ist ein Reifestatus, bei dem die Früchte geerntet werden müssen. Dadurch werden Krankheiten oder Beeinträchtigungen der Qualität vermieden, beispielsweise Fruchtfall, Faulstellen und Geschmackseinbußen.
Im nicht vollreifen Zustand sind sie hingegen länger lagerfähig (beispielsweise Äpfel) oder besser transportfähig (beispielsweise Bananen).

## Lagerreife
Bei der Lagerreife sind die Früchte bei ihrer Ernte noch fest genug, um unter meist kühlen und dunklen Bedingungen transportiert und gelagert werden zu können und besitzen bereits ausreichend Inhaltsstoffe, um unabhängig von der Mutterpflanze, aber gegebenenfalls unter wärmeren Bedingungen, zur Genussreife nachzureifen.

## Marktreife
Die Marktreife wird vor allem durch die Nachfrage bestimmt. Ist der Markt unterversorgt, können unter bestimmten Voraussetzungen auch weniger reife Früchte und Gemüse gehandelt werden. Diese sind dann weniger ausgewachsen (beispielsweise die Nachfrage nach kleinen Gurken zur Herstellung von Essiggurken, mittlerweile wurden Gurkenpflanzen selektiert, die hohe Stückzahlen erbringen). „Die Reife wird dann erreicht, wenn der Markt die Ware verlangt.“ In dem Sinn, „ein Produkt sei so weit entwickelt, dass es reif für den Markt sei“, wird der Begriff allgemein in der Produktentwicklung verwendet.

## Genussreife
Die Genussreife ergibt sich aus dem Zeitraum der Ausreifung der Frucht entweder am Baum oder durch Nachreifung. Die Genussreife kann mit der Pflückreife übereinstimmen, aber z. B. beim Lagerobst auch Monate später eintreten. Mitunter ist für die Genussreife ein enzymatischer Abbau von Gerbstoffen (Tannine) oder Fruchtsäuren nach Frosteinwirkung nötig (beispielsweise bei Kaki-Früchten, Mispeln oder beim Speierling). Für Äpfel ist der Begriff heute weitgehend obsolet: Früher wurden Spät- oder Lagersorten nicht vollreif geerntet und eine Genussreife für Wochen oder Monate später angegeben. Seit es moderne Obstlager gibt, wird eine derart frühe Ernte im Erwerbsobstbau kaum noch praktiziert. Man kann all diese Sorten auch am Baum ausreifen lassen, wodurch sie sofort nach der Ernte genießbar sind.

## Überreife
Bei der Überreife haben die Früchte den Zustand der vollen Reife überschritten. Sie sind teilweise bereits in Fäulnis übergegangen und kaum noch transport- und verzehrfähig.

## Weitere Reifebegriffe
Verarbeitete Lebensmittel kennen weitere Reifebegriffe, zum Beispiel bei Wein die Trinkreife.

## Physiologische Bedeutung der Fruchtreife

### Für Pflanzen
Früchte dienen bei Angiospermen in der Regel der Samenausbreitung durch Zoochorie, das ist eine Strategie zur Ausbreitung durch Tiere. Dazu entwickelten die Bedecktsamer Fruchtblätter, die sich nach der Befruchtung parallel zur Samenentwicklung zu Früchten umbilden, die Samen umschließend. Um optimale Ergebnisse zu erzielen, sollten aber nur solche Früchte von Tieren genommen werden, deren Samen soweit gereift sind, dass sie keiner Unterstützung mehr durch die Mutterpflanze benötigen. Das ist in reifen (lagerreifen) Früchten der Fall. Pflanzen signalisieren den Reifegrad ihrer Früchte meist durch besondere Aromen (geschmacklich, geruchlich), Farbgebung und Inhaltsstoffe. Umgekehrt enthalten unreife Früchte meist „unangenehme“ Signale wie Säure, Bitterstoffe, harte Bestandteile und kaum sichtbare Rotanteile.

### Für Tiere
Reife Früchte besitzen generell einen höheren Anteil an verdaulichen Stoffen, Zucker, Vitamin C, Carotinoide, weitere Nährstoffe und Aromastoffen. Daher sind reife Früchte nahrhafter und begehrenswerter. Evolutionär entwickelten die Tiere eine Vorliebe für reife Früchte und erwarben eine entsprechende Bevorzugung dieser Signal-Aromen und dieser Konsistenzen.

## Erkennen des Reifegrades
Meist signalisieren Pflanzen durch einen Farbwechsel oder Aromastoffe den Reifegrad ihrer Früchte, häufig durch einen vermehrten Rotanteil. Alle Vögel und Insekten, aber nur wenige Säugetieren besitzen die erforderlichen Sehpigmente für diese optische Farbwahrnehmung in ausreichendem Maße. Die Menschenaffen einschließlich des Menschen sind zur Rot-Grün-Unterscheidung gut ausgestattet (daher können sie sich natürlicherweise ausreichend mit reifen Früchten versorgen und wurden Vitamin C-abhängig).
Digitale Verfahren zur Überwachung des Reifegrades werden entwickelt, um die Ernte optimal planen zu können. Dazu gehören optische Auswertungen von Luftbildaufnahmen, aber auch akustisch-chemische.